# Tunisiano
 (juillet 2010).
Si vous disposez d'ouvrages ou d'articles de référence ou si vous connaissez des sites web de qualité traitant du thème abordé ici, merci de compléter l'article en donnant les références utiles à sa vérifiabilité et en les liant à la section « Notes et références ».
Tunisiano, nom de scène de Bachir Baccour, né le 19 mai 1979 à Deuil-la-Barre dans le Val-d'Oise, est un rappeur et chanteur français. Il est membre du groupe Sniper.

## Biographie

### Débuts
Comme son nom de scène l'indique, Tunisiano est d'origine tunisienne, de parents nés à Menzel Bouzelfa (Tunisie). Intéressé tôt par le hip-hop, il commence à écrire ses premiers textes dès 13 ans[réf. nécessaire]. Il intègre M Group à 16 ans, avec qui il sortira un maxi et un mini album. Il quitte le groupe en 1997 mais reste dans un collectif de rappeurs de la ville nommé Comité, dans lequel se trouve aussi Aketo. Il rencontre ensuite Scheol, futur Blacko, et crée en sa compagnie le groupe Personnalité Suspecte. En 1997, il se rapproche du label Desh musique et fait sa première scène aux Hip Hop Folies à La Rochelle. En 2001 sort l'album Du rire aux larmes, qui apportera également au groupe des ennuis judiciaires en 2003[réf. nécessaire]. En conséquence, le groupe dut annuler sa tournée. Cette même année 2003 voit également la sortie de leur deuxième album Gravé dans la roche.
Blacko arrête alors le rap et se lance dans le ragga-dancehall. Malgré des rumeurs de séparation[réf. nécessaire], le troisième album Trait pour trait est sorti en mai 2006. Tunisiano y fait un titre sans Blacko et Aketo : La France, itinéraire d'une polémique (avec Olivier Cachin), qui relate les différends que le groupe a eus avec certains groupes d'extrême-droite, certains députés (notamment Nadine Morano) et Nicolas Sarkozy alors ministre de l'Intérieur. Il est également présent sur l'album d'Aketo Cracheur 2 Venin, publié le 4 décembre 2007.
En 2008, Tunisiano, après plusieurs solos sur des compilations (comme dans Illégal Muzik ou la BO de Taxi 4), sort son premier album solo, Le regard des gens. À la suite de cet album, il entre en procès avec son label Desh musique et devient indépendant. En 2010, il écrit cinq textes pour le nouvel album d'Amel Bent Où je vais.

### Retour de Sniper (2010–2011)
En 2010, Tunisiano et Aketo annoncent sur le blog de Tunisiano (tunisiano-officiel.skyrock.com) le « come back » de Sniper. Travaillant sur un prochain album, Sniper, délaissé par Karl Appela (Blacko) et DJ Boudj. Sniper fera son retour le 3 octobre 2011 au sein du rap français avec un album s'intitulant À toute épreuve, les premiers extraits de cet album sont Le blues de la tess et Arabia tous deux mis en images. Un remix du titre Arabia avec les rappeurs Sinik, Rim'K, Medine, Mokless, Haroun, Leck, L'Algerino, Bakar, Mister You, Jmi Sissoko, et le chanteur de Rai Reda Taliani, un titre fort qui parle de la révolution tunisienne et égyptienne.
Fadela, le premier single, a un refrain irrésistible au slogan fort : « Fais pas ta Fadela, fais pas ta Rachida. » Tunisiano précise : « C’est par rapport aux origines sociales, pour dire qu’il ne faut pas snober les gens qui te ressemblent quand tu es arrivé. Ça n’a rien à voir avec l’origine ethnique. On n’est pas grossiers, on n’insulte nullement. » Aketo approuve : « On ne cherche pas la polémique mais on aime bien les morceaux qui piquent un peu, donc forcément… » J'te parle est le nouvel extrait de l'album en featuring avec le rappeur Soprano. Tunisiano est actuellement animateur sur la radio Beur FM de 15 h à 16 h tout l'été, il aborde des sujets sur l'actualité.

### Marqué à vie(depuis 2012)
Le 26 octobre 2012 sort Hurricane Carter, le premier extrait de son prochain album dont le nom et la date ne sont pas encore annoncés. S'ensuit un conflit entre lui et La Fouine sur Twitter. Dans le morceau, Tunisiano critique ouvertement La Fouine : « Je ne suis pas La Fouine je n’aime pas mentir aux gosses, je ne suis pas dans leur délire à savoir qui a la plus grosse ». La Fouine s'en est pris directement à Tunisiano, en 2011, en lui disant d'assumer ses mots suivi de quelques vulgarités, ce dernier a répondu que ce n'était que le début. Cependant, le dit « conflit » entre les deux rappeurs avait déjà éclaté avant. Sur Twitter, Tunisiano avait déclaré: « le rap sans DJ Mehdi c'est comme La Fouine sans Laurent Bouneau ». Ce à quoi La Fouine a répondu non sans colère. Dans une interview pour 20 minutes, Tunisiano avait déclaré que ce n'était pas un conflit mais une réponse à une phrase dans le morceau Jalousie de La Fouine où ce dernier disait : « Le rap sans DJ Medhi c'est comme Sniper sans Blacko. »
Finalement tout ceci n'aura été qu'un simple coup de buzz car Aketo et Tunisiano apparaissent dans la chanson Paname Boss de La Fouine, sortie une semaine après Hurricane Carter[réf. nécessaire]. Le 3 août 2013, il annonce, toujours sur les réseaux sociaux, que l'album ne s’appellera finalement pas Apprendre ou à laisser pour différentes raisons. Le 6 septembre, il annonce que l'album s'appellera finalement Marqué à vie et devrait sortir en 2014.
Il produit Vald de 2014 à 2019 avec son label Mezoued Records.

## Controverses

### Procès avec le label Desh Musique
À la suite de la sortie de son album Le regard des gens, Tunisiano engage un procès contre le label Desh musique, son producteur ne l'ayant pas rémunéré, il l'explique dans une interview sur le blog Rimaculture : « J’étais en procès avec mon producteur. Il a sorti mon album Le regard des gens sans me faire signer de contrat. Aux yeux de la loi, il est dans l’illégalité. En plus de cela, il ne m’a pas rémunéré. Mon album est sorti mais, moi, il ne m’a pas payé. Mon album est sorti sous le label Desh Musique qui était censé me signer un contrat. Malheureusement, cela ne s’est pas fait. À la suite, lorsque je leur ai demandé de l’argent, ils ont refusé. Je suis parti en procédure judiciaire. Je me suis séparé du label Desh Musique. Aujourd’hui, je suis indépendant. Je n’ai pas obtenu justice encore. Cela veut dire qu’il va y avoir des procédures judiciaires qui demandent du temps. Je ne compte pas m’arrêter là. J’ai fait un album qui a rapporté beaucoup d’argent. Ça me revient de droit que je demande mon dû. »

### Plagiat de Nightwish
De l'album Le regard des gens est notamment issu le titre « Je porte plainte », qui créa la polémique, non pour le contenu de ses paroles mais pour sa musique. L'instru du morceau réutilise la musique du titre « Ever Dream » du groupe de metal symphonique finlandais Nightwish, et ce sans que Tunisiano ne leur ait préalablement demandé leur accord pour utiliser leur musique. Nuclear Blast, le label de Nightwish, porte plainte pour plagiat, demandant des dommages et intérêts.

## Discographie

### Albums collaboratifs
- 1996 : Fidèle au rap (avec M Group)
- 1997 : Tu disais quoi ? (avec M Group)
- 2001 : Du rire aux larmes (avec Sniper)
- 2003 : Gravé dans la roche (avec Sniper)
- 2006 : Trait pour trait (avec Sniper)
- 2011 : À toute épreuve (avec Sniper)
- 2018 : Personnalité suspecte, vol. 1 (avec Sniper)

### Singles
- 2008 : Équivoque
- 2008 : Nos rues
- 2008 : Le regard des gens (feat. Amel Bent)
- 2008 : Je porte plainte
- 2008 : Ensemble
- 2008 : Rien à foutre
- 2008 : Arrête moi si tu peux
- 2012 :  Hurricane Carter
- 2013 : État sauvage
- 2013 : Fer de lance
- 2014 : Paris
- 2016 : Mange toi une beigne ! (exclusivité concert)

### Apparitions
- 1997 : M Group, Sheol, Aketo, Cap'Taine Kasfra & Philo - Je viens du 9.5.1.7.0 (sur l'EP de M Group, Tu disais quoi ?)
- 1998 : Sniper - Freestyle (sur la mixtape de DJ Cut Killer, Freestyle 2 vol.2 Banlieues)
- 1999 : Sniper - Exercice de style (sur la mixtape B.O.S.S.)
- 1999 : Sniper feat. Scalo & Prodige - Même pas 20 piges (sur la mixtape Première Classe Vol.1)
- 2000 : Sniper - Association de scarla (sur la mixtape 'Power of unity)
- 2000 : K.Spécial feat. Sniper - Les porcs (sur l'album de K.Spécial, Cause à effet)
- 2001 : Sniper feat. Eben - Mission suicide (sur la compile Mission suicide)
- 2001 : Sniper feat. Tandem, Bakar & Eben - Nique le System (sur la compile Sachons dire NON Vol.2)
- 2002 : Sniper - Fierté d'honneur (sur la mixtape Samouraï)
- 2002 : TNT feat. Sniper - On dit quoi (sur l'album de TNT, Flexible comme un roseau)
- 2003 : Sniper feat. Kazkami & Dadoo - Victimes des circonstances (sur la mixtape Insurrection
- 2004 : Sniper feat. Bakar - On revient choquer la France (sur la mixtape On revient choquer la France)
- 2004 : Sniper - Live Radio sur la mixtape Session freestyle
- 2005 : Tandem feat. Tunisiano, Kazkami, Faf Larage, Lino, Diam's & Kery James - Le jugement (sur l'album de Tandem, C'est toujours pour ceux qui savent)
- 2005 : Sniper - Encore (sur la mixtape Rap Performance)
- 2005 : El Tunisiano - Gravé dans l'instru (sur la mixtape Ma conscience)
- 2005 : Tunisiano feat. Sinik, Kool Shen, Zoxea, Nysay & Iron Sy - Ma conscience (sur la mixtape Ma conscience)
- 2005 : Tunisiano - Zinc (sur la compile Patrimoine du ghetto)
- 2005 : Bakar feat. Sniper - On revient choquer la France (sur le street-album de Bakar, Pour les quartiers)
- 2006 : L'Skadrille feat. Sniper - Bons moments (sur l'album de L'Skadrille, Nos vies)
- 2006 : Sinik feat. Tunisiano - Un monde meilleur (sur l'album de Sinik, Sang froid)
- 2006 : Sniper feat. Scred Connexion - Sirocco (sur la compile Police)
- 2006 : Tunisiano - Mes mots (sur la compile Illegal Radio)
- 2006 : Apash feat. Tunisiano - Un bon son pour une bonne cause (sur le street album d'Apash, Un bon son pour une bonne cause)
- 2007 : Sniper - Quoi qu'il arrive (sur la B.O. du film Taxi 4)
- 2007 : Tunisiano - Rien à foutre (sur la B.O. du film Taxi 4)
- 2007 : Sniper - Le goût du sang (sur la B.O. du film Scorpion)
- 2007 : Two Naze feat. Sniper - L'angoisse d'une mère (sur l'album de Two Naze, C'est de la balle)
- 2007 : Tunisiano feat. Taro OG, La Meche, Mood & Alonso - Morts pour rien (sur la mixtape Morts pour rien)
- 2007 : Sniper feat. Jérome Prister - Say you'll be Remix
- 2007 : Six Coups Mc feat. Sniper et Sefyu - Style certifié (sur le street-album de 6 Coups Mc, A prendre ou à laisser)
- 2008 : Zaho feat. Tunisiano - La roue tourne (sur l'album de Zaho, Dima)
- 2008 : Tunisiano - Arrête-moi si tu peux (sur la B.O. du film Mesrine)
- 2008 : Tunisiano feat. Reda Taliani - Ça passe ou ça casse (sur la compilation Rai'N'B fever Vol.3)
- 2008 : Francis Cabrel feat. Tunisiano - La Corrida (Taratata no 264)
- 2008 : Magic System feat. Khaled - Même pas fatigué
- 2009 : Kamelancien feat. Mac Kregor, Ol Kainry, Tunisiano & Jango Jack - T'était où remix (sur l'album de Kamelancien, 2e frisson de la vérité)
- 2009 : Tunisiano - Est-ce que j'ai la côte (sur la compile Les Yeux dans la banlieue Vol.2)
- 2009 : Tunisiano feat. AKA - Maillot jaune (sur la compile Punchline Street Beat Show)
- 2009 : Tunisiano feat. Aketo & TLF - Le Meilleur reste à venir (sur la compile Talents fâchés 4)
- 2009 : Tunisiano feat. Cheb Bilal - 1001 problèmes (sur la compile Maghreb United)
- 2009 : Tunisiano feat. GSX - Ça va le faire
- 2009 : Tunisiano feat. Chakuza - Le Lavage de cerveau (sur la compile La Connexion)
- 2009 : Tunisiano feat. Zahouania - La corniche (sur la compile Urban Raï 2009)
- 2010 : Youssoupha feat. Tunisiano, Ol Kainry, Médine et Sinik - Apprentissage Remix
- 2010 : Kalash l'Afro feat. Tunisiano - On fait la différence (sur la mixtape de Kalash, Que du seum)
- 2010 : Six Coups MC feat. Tunisiano et TLF - Définition de ma dalle (sur l'album de Six Coups MC, Un Pied dans la Lumière)
- 2010 : Aka feat. Tunisiano - Maillot jaune (sur l'album d'Aka, La maladie de la haine)
- 2010 : Mister You feat. Tunisiano - Ca sort du Zoogataga (sur l'album de Mister You, MDR : mec de rue)
- 2010 : Alkpote feat. Tunisiano, - Mise à mort programmée
- 2011 : Tunisiano feat. M.A.S - Appelle moi (sur l'album Une Minute De Silence
- 2011 : Sniper (Tunisiano et Aketo) et Reda Taliani - Arabia (à la suite des événements tunisiens)
- 2011 : Sniper, Sinik, Rim'K, Medine, Mokless, Haroun, Leck, L'Algérino, Bakar, Mister You et Reda Taliani - Arabia Remix All Stars
- 2011 : Sniper feat. Soprano - J'te parle
- 2012 : Axel Tony feat. Tunisiano - Avec toi
- 2012 : La Fouine feat. Sniper, Niro, Youssoupha, Canardo, Fababy et Sultan - Paname Boss (sur l'album de La Fouine, Drôle de parcours)
- 2013 : Kery James feat. Lino, Tunisiano, REDK, Médine, 2e France, Scylla, Ladea, Fababy et Orelsan : Dernier MC Remix Partie 1
- 2013 : SCYLLA feat R.E.D.K. et Tunisiano - Coupable (Sur l'Album Abysses de SCYLLA)
- 2014 : DJ Kayz feat. Tunisiano & Cheb Houssem - My Bled (sur l'album de DJ Kayz Paris Oran NY)
- 2014 : L'Algérino feat. Tunisiano - Amane Amane (sur l'album de L'Algérino Aigle Royal)
- 2020 : Nassi feat. Tunisiano - Sans visage (sur l'EP de Nassi Arabesque Vol. 2)
- 2021 : Tunisiano feat. Inès Reg - Ballade à deux (sur la B.O. du film Je te veux, moi non plus)